# Santuario della Madonna del Perello
Il santuario della Madonna del Perello  conosciuto anche come santuario di Maria Santissima dell'Olivo in Perello è un luogo di culto cattolico di Rigosa frazione di Algua, in provincia e diocesi di Bergamo costruito sul luogo dove nel 1413 apparve la Madonna. La chiesa è sussidiaria della parrocchia di Sant'Antonio Abate di Rigosa e di San Pietro apostolo di Sambusita, appartenenti al vicariato di Selvino e inserite nella Comunità ecclesiale territoriale Valle Brembana.

## Storia
Il santuario è tra i più antichi edifici di culto mariano costruiti nella bergamasca. 

Si narra che il 2 luglio 1413 il contadino Ruggero Gianforte de Grigis della frazione Rigosa di Algua, mentre si trovava sul monte Perello, ad approvvigionarsi di fieno per i suoi animali, durante una terribile tempesta, vide l'improvvisa apparizione di una giovane donna. Questo primo evento fu troppo veloce e improvviso, con rammarico dell'uomo che non era riuscito a comprendere quanto gli fosse accaduto. Ma l'apparizione si ripeté dopo pochi giorni e l'uomo poté prostrarsi davanti alla bella Signora che iniziò a parlargli. Questa chiese che fosse costruito un luogo di culto dedicato alla visitazione di Maria alla cugina Elisabetta, e che la sua costruzione coinvolgesse gli abitanti di Sambusita e Rigosa. Ma il povero uomo era timoroso nel raccontare l'evento agli abitanti del territorio temendo d'essere deriso. La Madonna gli apparve altre due volte facendo germogliare un ramoscello di ulivo dove vi era solo un vecchio ceppo secco di faggio, sul luogo dove la chiesa doveva essere edificata. La tradizione orale racconta che già pochi giorni dopo gli abitanti dell'alta valle iniziarono a  creare uno spazio pianeggiante, dove vi era il pendio del monte, per costruire la prima chiesa. È del 4 febbraio 1489 il documento redatto dal vescovo Lorenzo Gabriel che scrisse […] Convinta l'incredulità de’ popoli, animati da uno spirito di vera divozione, ed affetto verso la grande Regina del cielo e della terra; e conoscendo che ciò era per essi una grazia singolarissima, non tardarono a dar mano all'opera. Ai 19 dello stesso mese di Luglio dello stesso anno 1413 diedero principio alla fabbrica […].

Di questo evento non vi è traccia ufficiale però negli archivi della diocesi, il primo atto che testimonia la presenza della chiesa è la bolla pontificia dell'8 maggio 1498 di papa Alessandro VI, che cita la chiesa senza nominare l'evento miracoloso ma indicandone i privilegi che furono concessi ai sindaci. Il documento testimonia la presenza dell'oratorio mariano dedicato anche a Maria Elisabetta del Bosco sul territorio diocesano di Bergamo.
La costruzione dell'edificio fu possibile grazie ai parenti del contadino, risulta infatti che Gioanina Carrara vedova di Giovanni Forte de Grigis, pochi anni dopo lasciò 10 soldi a beneficio della costruzione della chiesa indicata come Santa Maria de Bosco. La devozione portò alla costruzione di ben tre edifici nell'arco di cento anni da parte delle maestranze del territorio.
Dagli atti della visita pastorale di san Carlo Borromeo del settembre 1575 risulta che l'edificio di culto era accessibile solo attraverso sentieri. La relazione descrive la presenza di due chiese, vicine di cui quella più recente era posta a un livello superiore; probabilmente con il tempo la più antica non era più sufficiente ad accogliere tutti i fedeli. La chiesa più antica viene descritta con la volta a botte e un unico altare, con dipinti parietali ma scarsamente illuminata avendo una sola apertura sul lato del vangelo. La chiesa maggiore viene descritta in buone condizioni, con due navate ampie e due altari. Mentre la seconda che venne edificata verso il 1468, il cardinale la descrive: ... Altera ecclesia est magis ampla et in duas naves distincta, altera quarum navium est super praedictam ecclesiam: habet altare sub testudine cum icona inaurata….

Probabilmente nel medesimo anno era già stata costruita la terza chiesa di dimensioni maggiori, e con questa anche l'innalzamento della torre campanaria che fu nuovamente rialzato e soggetto di manutenzione nel Novecento, quando fu ristrutturato tutto il complesso su progetto dell'ingegnere Gianfranco Mazzoleni.
L'insieme degli immobili si presenta come una struttura più da palazzo medioevale che chiesa questo a conseguenza delle sue tre chiese e di tutti i luoghi che sono annessi alla chiesa stessa, come le sagrestie, gli alloggi dei visitatori che un tempo erano anche alti prelati e vescovi come luogo isolato per adempiere agli esercizi spirituali. Tra questi è registrata la presenza notturna del vescovo Gregorio Barbarigo. Fu don Francesco Agazzi a far edificare i luoghi di accoglienza per i preti che volevano ritirarsi per un periodo di isolamento; i locali rimasero attivi fra il 1637 al 1721.
La chiesa fu restaurata con la posa dell'organo proveniente dalla chiesa di Sant'Egidio in Fontanella.

## Descrizione
Il santuario è molto discosto dal centro abitato di Algua ed è raggiungibile attraverso una strada carrozzabile, e dai numerosi sentieri delle località dell'alta Val Brembana. La sua posizione lo rende inaccessibile nel periodo invernale.

Il complesso che comprendente il luogo di culto, è protetto da una recinzione. Il gruppo di edifici è composto da tre diverse chiese di misure differenti costruite in forma quasi sovrapposta, ha le caratteristiche degli antichi luoghi monastici, vi è infatti anche quella che era l'abitazione del romito. 

### La cripta
La parte più antica è quella che viene chiamata la cripta e che conserva il ramo di ulivo inserito nella predella di marmo del gruppo scultoreo nel 1705 dal vescovo di Bergamo Luigi Ruzzini. L'aula di piccole dimensioni, e con volta a botte affrescata, è illuminata da una piccola finestra e termina con il presbiterio che mantiene il dipinto a fresco, opera di ignoto, della Visitazione di Maria alla cugina Elisabetta. 

### La seconda chiesa
La presenza della seconda chiesa è confermata nei primi anni del XVI secolo dalle note presenti sui registri contabili dell'archivio della chiesa e dei romiti. Originariamente era aperta sul sagrato con un'ampia apertura ad arco. La continua trasformazione e ampliamento del complesso mariano nasce probabilmente dalla posizione impervia, sicuramente aveva subito nel tempo danneggiamenti causati da smottamenti e da valanghe. L'aula che secondo gli atti della visita pastorale del Borromeo, ha subito con il tempo molte modifiche diventando dal 1870 un corridoio di collegamento tra le cripta e la chiesa superiore. Restano a testimonianza gli affreschi e parte della volta del soffitto. Questa parte conserva alcuni affreschi raffiguranti la Madonna del latte.

### La terza chiesa
La terza chiesa, originariamente di misura inferiore, fu edificata perché la seconda era una chiesa aperta, e serviva un luogo chiuso atto ad accogliere i fedeli che accorrevano sempre più numerosi. La chiesa era presente nel dicembre del 1575. L'edificio è collegato con la parete a nord della seconda chiesa, risulta infatti visibile su questa parete la parte superiore di due finestre, originariamente decorate e poi murate per la nuova costruzione. L'aula di questa era sicuramente più ampia delle altre, la visita pastorale di san Carlo Borromeo la descrive a due campate terminante con il presbiterio voltato: ... Questa sebbene sia con un solo altare è però spaziosa e capace di molto popolo. In questa si celebrano le Officiature solenni ….
Venne ristrutturata nel XIX secolo con un ampliamento che ha portato l'aula ad avere cinque campate e l'affrescatura della volta del presbiterio con il cielo stellato, e al centro l'immagine raffigurante l'ultima apparizione della Vergine al contadino. Nel 1939 l'allora parroco don Giovanni Gritti provvide a una nuova ristrutturazione, su progetto di Gianfranco Mazzoleni. All'aula furono aggiunte altre campate che diventarono otto, fece eliminare il seicentesco pulpito nonché coperti gli affreschi e rimosso l'ancora avente per soggetto l'apparizione. Furono aggiunti due altari laterali al presbiterio con le pittura raffiguranti i santi Pietro e Antonio abate patroni della frazione di Rigosa di cui il sacerdote era parroco. La ristrutturazione permise di mantenere la facciata originaria del Seicento, anche se è andato perduto un affresco posto dove è inserito l'ingresso all'aula.
Nella seconda metà del Novecento furono rifatti sia l'altare maggiore che la cappella dove è conservato il gruppo scultoreo di Cappuccini di Milano. La nuova chiesa con la posa della pietra sacra sull'altare maggiore ebbe la consacrazione del vescovo Giuseppe Piazzi il 2 luglio 1959.